# Blieux
Blieux település Franciaországban, Alpes-de-Haute-Provence megyében. Lakosainak száma 52 fő (2022. január 1.). Blieux Barrême, Castellane, Majastres, La Palud-sur-Verdon, Rougon és Senez községekkel határos.

## Népesség
A település népességének változása:
| Lakosok száma | 59   | 59   | 57   | 58   | 58   | 60   | 60   | 57   | 55   | 52   |
|               | 1968 | 1982 | 1990 | 2006 | 2013 | 2015 | 2017 | 2019 | 2020 | 2022 |